# RSK控股
RSK控股股份有限公司（日语：／ Aruesukei Horudingusu）是日本一家认证广播控股公司。RSK控股公司的主要子公司为RSK山阳广播股份有限公司，它是针对冈山县的调幅广播台兼针对冈山县与香川县的电视台业务为一身的特定地面基干广播业者。2019年4月1日，原山阳广播股份有限公司分拆出专营广播业务的RSK山阳广播股份有限公司，而原本的公司则更名为现名。RSK控股股份有限公司是日本中国地方首家改组广播控股公司的案例。

## 公司概况
1953年，山阳广播成立并开始以“Radio山阳”的呼号进行电台播送；1958年，山阳广播成立电视台并开始播出节目；1979年，因冈山县与香川县达成商业电视台信号统合播出协议，山阳电视台开始面向冈山县与香川县播出。山阳广播电台是日本广播网的会员电台，这是一家以TBS电台为核心的电台网；1997年，山阳广播电台又加入了以日本放送和文化放送为核心的全国广播网。因此山阳广播电台成为一家跨网台。山阳电视台则是TBS电视台为首的日本新闻网会员台。

## 资本构成
截至2019年3月31日，RSK控股股份有限公司资本金为3亿日元，共计发行股票600,000股，约有股东738人。
| 股东名       | 持股数   | 持股比例 |
| ------------ | -------- | -------- |
| 冈山县       | 60,000股 | 10.00%   |
| 山阳新闻社   | 44,000股 | 7.45%    |
| 可乐丽       | 32,000股 | 5.33%    |
| 冈山市       | 31,000股 | 5.24%    |
| 天满屋       | 24,000股 | 4.02%    |
| 仓敷纺织     | 24,000股 | 4.00%    |
| 小松原真一郎 | 20,000股 | 3.38%    |
| 冈崎共同     | 15,000股 | 2.50%    |
| 中国银行     | 13,000股 | 2.30%    |
| 友田重文     | 11,000股 | 1.91%    |